# 那福路站
那福路站是南宁轨道交通2号线的地铁车站，位于中华人民共和国广西壮族自治区南宁市良庆区良玉大道与那福路交叉口，于2020年11月23日开通。

## 车站结构
那福路站位于良玉大道与那福路交叉口，沿良玉大道设置，呈东西走向，为地下二层岛式站台车站，车站长202.6米，车站地下一层为站厅层，地下二层为站台层，站台设置全高站台门。
| 地面              | 出入口 | A、B、C、D出入口                                                                                        |
| 地下一层          | 站厅   | 客服中心、自动售票机、验票机                                                                            |
| 地下二层          | 站台   | \| \| \| █ 2号线往西津（玉岭路） \| \| 島式 · 開左邊车门 \| \| \| \| \| \| █ 2号线往坛泽（平良立交） \| |
|                   |        | █ 2号线往西津（玉岭路）                                                                                 |
| 島式 · 開左邊车门 |        | |
|                   |        | █ 2号线往坛泽（平良立交）                                                                               |

## 出入口
那福路站共有4个出入口，各出口及周围设施如下所示：
| 编号                | 出入口信息                                                                                           | 照片 | 无障碍设施 |
| ------------------- | --- | ---- | ---------- |
| A · 出口            | 那福路，良玉大道，北投时代                                                                           |      | 不適用     |
| B · 出口            | 玉象路，良玉大道，五象新都建新花园                                                                   |      | 不適用     |
| C · 出口 · （设有） | 玉象路，良玉大道，锦绣麟城                                                                           |      |            |
| D · 出口 · （设有） | 路桥锦绣铭城，南宁市滨湖路小学（五象校区），良玉大道，那福路，新村小学，南宁市第十四中学（五象校区） |      |            |
| 图例： 设有         | |      |            |

## 接驳交通

### 公交车
- 地铁玉岭路站：地铁快巴13路

## 车站历史
本站工程名与正式站名均为那福路站，以车站横跨的那福路命名。
- 2018年5月31日，车站主体结构封顶[2]。
- 2020年11月23日，车站随2号线东延线通车开通[1]。